# アヴちゃん
アヴちゃん（12月25日 – ）は、日本の歌手、ソングライター、音楽プロデューサー、俳優。2009年に女王蜂のボーカル兼ソングライターとしてデビューし、2015年には獄門島一家のボーカルとしての活動も始めた。
ソングライター・音楽プロデューサーとしては薔薇園アヴ（ばらぞのアヴ）名義を用いる。2023年のオーディション番組『0年0組 -アヴちゃんの教室-』を通して結成されたオルタナティブ歌謡舞踊集団・龍宮城のプロデュースも手掛けている。

## 経歴
音楽に興味を抱いたのは中学生のころで、特にPerfumeに憧れていた。学生時代に学校の文化祭でバンドとしてパフォーマンスを披露すると人気を博し、ライブハウスでも歌い始めるようになった。2009年に神戸市で女王蜂を結成した。2010年7月にフジロックフェスティバルで新人アーティストのステージである「ROOKIE A GO-GO」に出演した。2011年3月に初となる全国流通アルバム『魔女狩り』をリリースし、同年9月にソニー・ミュージックアソシエイテッドレコーズからアルバム『孔雀』をリリースしてメジャー・デビューした。『孔雀』の収録曲「デスコ」が映画『モテキ』のメインテーマとなり、本人役として映画にも出演した。バンドの露出が増加する一方で、メンバーの音楽技術や成長が伴わない状態が続き大きなプレッシャーを感じたため、2013年に活動を休止した。
アヴちゃんは音楽活動を辞めて実家に帰ることも考えていたが、所属事務所のスタッフからの激励を受けて、音楽を続けることを決めた。この頃、懇意にしていた元BLANKEY JET CITYの中村達也に「一緒に何かやりたい」と相談したところ、中村は快諾し、RIZEのKenKenを紹介した。その後アヴちゃんの依頼で東京事変の長岡亮介が加わり、4人でスーパーグループである獄門島一家を結成した。2013年8月に音楽フェスティバル「ライジング・サン・ロックフェスティバル 2013 in EZO」で獄門島一家として初出演した。2014年には歌手の後藤まりこと共にトリビュート・アルバム『美少女戦士セーラームーン THE 20TH ANNIVERSARY MEMORIAL TRIBUTE』で「愛の戦士」をカバーした。
女王蜂は約1年間の休止期間を経て、2014年2月に活動を再開した。2015年、アヴちゃんは超新星のメンバーによって結成されたユニット・Funky GalaxyのデビューEPに収録されるリード曲「ジーザス feat.アヴちゃん from 女王蜂」の制作・ゲストボーカルを担当した。2016年には女王蜂と獄門島一家のスプリット・シングル『金星/死亡遊戯』をリリースした。
2017年、『ロッキー・ホラー・ショー』でコロンビア役として自身初となるミュージカル出演を果たした。2019年、東京で上演されたミュージカル『ヘドウィグ・アンド・アングリーインチ』でイツァーク役を演じた。2020年、Hey! Say! JUMPがHoney Bee名義でリリースした楽曲「狼青年」の制作を担当した。2021年には歌手のLiSAの10周年記念アルバム『LADYBUG』の収録曲である「GL」の制作を担当した。
2022年、湯浅政明が監督を務めるアニメ映画『犬王』で主人公役を演じた。2023年にはオーディション番組『0年0組 -アヴちゃんの教室-』を通して結成されたオルタナティブ歌謡舞踊集団・龍宮城のプロデュースを手掛け、テレビドラマ『ワンルームエンジェル』の主題歌として、蒼井翔太の楽曲「8th HEAVEN」の制作を担当した。

## 人物
彼女の父はアフリカ系アメリカ人である。女王蜂の他のメンバーと同様、年齢・国籍・性別は非公表である。男性・女性の両方の側面に共感している。音楽活動を始めてからは『ヘドウィグ・アンド・アングリーインチ』のヘドウィグのようなジェンダーに違和感を抱えたキャラクターに共感するようになった。日本語の情報源では、代名詞に「彼女」が使用されている。
初対面の人からどこのハーフなのか聞かれることが多いものの、「決して半分（＝ハーフ）じゃない」「アイデンティティなんて別にいいじゃん、人に聞くことじゃないじゃん」という理由から、ハーフという言葉は嫌いだと述べている。
仏教徒であることを公言している。女王蜂の元ドラマーであるルリちゃんは妹である。

## ディスコグラフィ

### 参加作品
| 年     | タイトル           | アーティスト           | アルバム                                                       |
| ------ | ------------------ | ---------------------- | -------------------------------------------------------------- |
| 2012年 | 教えてジーザス     | DJ BAKU                | N/A                                                            |
| 2014年 | 愛の戦士           | 後藤まりこ             | 美少女戦士セーラームーン THE 20TH ANNIVERSARY MEMORIAL TRIBUTE |
| 2015年 | ジーザス           | Funky Galaxy（超新星） | Funky Galaxy                                                   |
| 2018年 | デビルマンのうた   | 牛尾憲輔               | DEVILMAN crybaby オリジナル・サウンドトラック                  |
| 2022年 | 独言               | 大友良英               | 犬王 オリジナル・サウンドトラック                              |
| 2022年 | 腕塚               | 大友良英               | 犬王 オリジナル・サウンドトラック                              |
| 2022年 | 鯨                 | 大友良英               | 犬王 オリジナル・サウンドトラック                              |
| 2022年 | 竜中将             | 森山未來、大友良英     | 犬王 オリジナル・サウンドトラック                              |
| 2022年 | ステイン・アライヴ | N/A                    | ブレット・トレイン オリジナル・サウンドトラック                |

### 楽曲提供
| 年     | タイトル   | アーティスト                      | アルバム                                                             |
| ------ | ---------- | --------------------------------- | -------------------------------------------------------------------- |
| 2013年 | 君が為     | MEG                               | CONTINUE                                                             |
| 2015年 | 微熱案内人 | 篠崎愛                            | EAT 'EM AND SMILE                                                    |
| 2015年 | 火の海     | 火野レイ (CV: 佐藤利奈)           | 美少女戦士セーラームーンCrystal キャラクター音楽集Crystal Collection |
| 2020年 | 狼青年     | Hey! Say! JUMP                    | Fab! -Music speaks.-                                                 |
| 2021年 | GL         | LiSA                              | LADYBUG                                                              |
| 2023年 | 8th HEAVEN | 蒼井翔太                          | DETONATOR                                                            |
| 2023年 | おままごと | 邪答院仄仄 (CV: ファイルーズあい) | ヒプノシスマイク The Block Party -HOMIEs-                            |

## 出演

### 映画
- モテキ（2011年） - 本人役[5]

### テレビドラマ
- 怪奇恋愛作戦（2015年） - 村人 役[37]
- パリピ孔明（2023年） - マリア・ディーゼル 役[38]

### 劇場アニメ
- 犬王（2021年、犬王）[19]

### Webアニメ
- DEVILMAN crybaby（2018年、魔王ゼノン）[39]

### ミュージカル
- ロッキー・ホラー・ショー（2017年） - コロンビア 役[40]
- ヘドウィグ・アンド・アングリーインチ（2019年） - イツァーク 役[41]

### その他
- DAS × AURIS BUTTOCKS DRIVE!!（2012年） - イメージモデルを務めるイベント「代官山アートストリート」で公開されたショートムービー[31]

## 書籍
- アヴちゃん『AMPHIS Avuchan』イーネット・フロンティア、2020年。ISBN 978-4862059369。[42]